# حصن بني سعد (الجوف)

تعديل مصدري - تعديل

حصن بني سعد هي مدينة ومركز مديرية المطمة بمحافظة الجوف اليمنية، بلغ تعداد سكانها 1319 نسمة حسب الإحصاء الذي أجري عام 2004.